# معاونت علمی، فناوری و اقتصاد دانش‌بنیان
معاونت علمی، فناوری و اقتصاد دانش‌بنیان ریاست‌جمهوری، نهادی دولتی و ایرانی است که به‌طور مستقیم زیر نظر رئیس‌جمهور قرار دارد و از ابتدای تعریف فضای دانش بنیان در کشور متولی بهبود و توسعه حوزه دانش بنیان در کشور شده‌است. این معاونت بر مبنای مصوبه شورای عالی انقلاب فرهنگی تشکیل شده‌است.

## تاریخچه شکل‌گیری
در سال ۱۳۸۵ و همزمان با دومین سال ریاست جمهوری محمود احمدی‌نژاد رئیس‌جمهور دولت نهم و دولت دهم جمهوری اسلامی ایران معاونت علمی و فناوری رئیس‌جمهوری آغاز به کار کرد. صادق واعظ‌زاده را در مرداد ماه سال ۱۳۸۵ احمدی‌نژاد به عنوان نخستین معاون علمی و فناوری رئیس‌جمهوری ایران منصوب کرد. واعظ زاده پس از آغاز به کار رسمی دولت دهم، شهریور ۱۳۸۸ از سمت خود استعفا داد. او دلایل خود برای استعفا را بیان نکرد اما اعلام کرد به عنوان عضو هیئت علمی دانشکده فنی دانشگاه تهران فعالیت می‌کند. احمدی‌نژاد با قبول استعفای واعظ زاده طی حکمی نسرین سلطانخواه را به عنوان معاون علمی و فناوری خود منصوب کرد.
نسرین سلطانخواه ریاضی‌دان ایرانی پس از واعظ‌زاده و در سال ۱۳۸۹، طی حکمی از سوی رئیس‌جمهور دولت دهم به سمت معاونت علمی و فناوری رئیس‌جمهوری رسید.
در سال ۱۳۸۷ چارت سازمانی معاونت علمی و فناوری رئیس‌جمهور را معاونت توسعه مدیریت و سرمایه انسانی رئیس‌جمهور تصویب کرد.
پس از انتخابات ریاست‌جمهوری ایران در سال ۱۳۹۲ حسن روحانی پس از کسب مسند ریاست‌جمهوری، سورنا ستاری را به عنوان معاون علمی و فناوری خود منصوب کرد. ستاری با این انتصاب، لقب جوان‌ترین عضو کابینه دولت یازدهم را به خود اختصاص داد.
پس از استعفای سورنا ستاری و اصرار وی؛ سید ابراهیم رئیسی رئیس‌جمهور طی حکمی روح‌الله دهقانی فیروزآبادی را در ۲۷ شهریور ماه ۱۴۰۱ به عنوان سرپرست معاونت علمی و فناوری خود منصوب کرد.
در ۱۱ آبان ۱۴۰۱ نیز با صدور حکمی از سوی رئیس‌جمهوری، دهقانی فیروزآبادی به عنوان معاون علمی، فناوری و اقتصاد دانش‌بنیان ریاست‌جمهوری منصوب شد.

## فهرست رؤسا
| ر. | نام                   | نام                       | نگاره | آغاز تصدی      | پایان تصدی     | دولت         | رئیس‌جمهور  |
| -- | --------------------- | ------------------------- | ----- | -------------- | -------------- | ------------ | ---------- |
| ۱  |                       | صادق واعظ‌زاده             |       | ۱۵ بهمن ۱۳۸۵   | ۳۰ شهریور ۱۳۸۸ | دهم          | احمدی نژاد |
| ۲  |                       | نسرین سلطان‌خواه           |       | ۳۰ شهریور ۱۳۸۸ | ۱۳ مهر ۱۳۹۲    | دهم          | احمدی نژاد |
| ۲  | یازدهم دوازدهم سیزدهم | نسرین سلطان‌خواه           |       | ۳۰ شهریور ۱۳۸۸ | ۱۳ مهر ۱۳۹۲    |              |            |
| ۳  |                       | سورنا ستاری               |       | ۱۳ مهر ۱۳۹۲    | ۲۷ شهریور ۱۴۰۱ | روحانی رئیسی |            |
| ۴  |                       | روح‌الله دهقانی فیروزآبادی |       | ۲۷ شهریور ۱۴۰۱ | ۲۰ مرداد ۱۴۰۳  | سیزدهم       | رئیسی      |
| ۵  |                       | حسین افشین                |       | ۲۰ مرداد ۱۴۰۳  | متصدی          | چهاردهم      | پزشکیان    |

## ساختمان لادن
نام ساختمان لادن برای نخستین بار در شهریور ماه سال ۱۳۹۱ و در جریان میزبانی ایران از شانزدهمین نشست جنبش غیرمتعهدها به گوش خورد. در آن زمان این ساختمان به محل استقرار علی سعیدلو معاون بین‌الملل رئیس‌جمهور تبدیل شده بود تا امور این اجلاس را رتق و فتق کند. اما پس از پایان این اجلاس، ساختمان لادن بی استفاده ماند. احمدی‌نژاد تا این‌که در ماجرای خروج هدایای ریاست‌جمهوری در روزهای پایانی دولت بار دیگر نام این ساختمان به گوش خورد. در آن زمان گفته شد که تمام هدایایی که روسای جمهوری از مقامات سایر کشورها گرفته‌اند یک‌شبه بار کامیون شده و به ساختمانی در ونک منتقل شده‌است. ساختمان لادن جایی بود که محمود احمدی‌نژاد و اعضای دولت سابقش هفته‌ای یک بار در آن‌جا دور هم جمع می‌شدند و مسائل کشور را مورد بررسی و تجزیه و تحلیل قرار می‌دادند. برخی گفتند که این ساختمان غصبی است و احمدی‌نژاد و یارانش قصد دارند با برگزاری جلساتی در این ساختمان، خود را برای ورود مجدد به قدرت در ۴ سال آینده آماده کنند. پس از چالش‌های فراوان برای واگذاری ساختمان لادن، قرعه به نام معاونت علمی و فناوری ریاست‌جمهوری افتاد و از تاریخ معاونت علمی و فناوری ریاست‌جمهوری در این ساختمان مستقر شد.

## اهداف و وظایف اساسی

### اهداف
ارتقای اقتدار ملی، تولید ثروت و افزایش کیفیت زندگی مردم از طریق افزایش توانمندی‌های فناوری و نوآوری در کشور ارتقای نظام ملی نوآوری و تکمیل مؤلفه‌ها و حلقه‌های آن توسعه «اقتصاد دانش‌بنیان» از طریق هماهنگی و هم‌افزایی بین‌بخشی و بین دستگاهی ارتقای ارتباط «دانش» با «صنعت» و «جامعه» و تسهیل تبادلات بین بخش‌های عرضه و تقاضای فناوری و نوآوری تجاری‌سازی دستاوردهای فناوری و نوآوری و توسعه شرکت‌های دانش‌بنیان توسعه فناوری‌های راهبردی و اولویت‌دار ملی مصرح در نقشه جامع علمی کشور اعتلای ارتباطات بین‌المللی علمی، فناوری و نوآوری و توسعه دیپلماسی علمی و فناوری

## حمایت از تجاری‌سازی شرکت‌های دانش‌بنیان
«قانون حمایت از شرکت‌ها و مؤسسات دانش بنیان و تجاری سازی نوآوری‌ها و اختراعات» در اجراء اصل یکصد و بیست و سوم (۱۲۳) قانون اساسی جمهوری اسلامی ایران در جلسه علنی روز چهارشنبه مورخ ۵ آبان ۱۳۸۹ دوره هشتم مجلس شورای اسلامی تصویب شد. اما این قانون تا سال ۱۳۹۲ به‌طور کامل اجرایی نشد.
حسن روحانی از ابتدای کار خود در دولت یازدهم، مبنای سیاست اقتصادی را بر توسعه اقتصاد دانش‌بنیان برای گذار ایران از اقتصاد نفتی و تحقق اقتصاد بدون نفت از طریق اجرائی کردن و عملی سازی بندهای قانون حمایت از شرکت‌ها و مؤسسات دانش بنیان و تجاری سازی نوآوری‌ها و اختراعات را توسط معاون علمی و فناوری بنا گذاشت. کمک به حمایت از ایده‌های نو و ایجاد زیرساخت برای تجاری‌سازی ایده‌ها و نوآوری‌های دانشگاهیان به عنوان مهم‌ترین راهبرد معاونت علمی و فناوری رئیس‌جمهوری تعریف شده‌است. بر همین اساس تا پایان سال ۱۳۹۵، یبش از ۳۰۰۰ شرکت دانش‌بنیان توسط معاونت علمی و فناوری ریاست‌جمهوری، تحت حمایت‌های این قانون قرار گرفتند.

## ساختار
معاونت علمی و فناوری ریاست جمهوری بر اساس مصوبه معاونت توسعه منابع انسانی ریاست‌جمهوری با پنج حوزه معاونت هماهنگی و نظارت راهبردی، علمی و پژوهشی، فناوری و نوآوری، همکاری‌های بین‌المللی و پشتیبانی تعریف شد، که هر یک از این معاونت‌ها دارای سه زیر مجموعه داشتند. همچنین دو مرکز مرکز سیاستگذاری و برنامه‌ریزی کلان دو بخش دیگر معاونت علمی و فناوری ریاست‌جمهوری تعریف شد.
این معاونت دارای ۱۴ ستاد برای توسعه شرکت‌های دانش‌بنیان و تجاری‌سازی ایده‌های خلاقانه در حوزه صنایع و فناوری‌های پیشرفته و راهبردی است.
- ستاد ویژه توسعه فناوری نانو[۴۳][۴۴]
- ستاد توسعه علوم و فناوری‌های سلول‌های بنیادی[۴۵][۴۶]
- ستاد توسعه فناوری‌های فرهنگی و نرم
- ستاد توسعه علوم و فناوری‌های شناختی
- ستاد توسعه فناوری‌های لیزر، فتونیک و ساختارهای میکرونی
- ستاد توسعه فناوری‌های مواد و ساخت پیشرفته بایگانی‌شده  در ۲۸ دسامبر ۲۰۱۷ توسط Wayback Machine
- ستاد توسعه فناوری اطلاعات، ارتباطات و فضای مجازی
- ستاد توسعه زیست فناوری
- ستاد توسعه فناوری حوزه انرژی[۴۷][۴۸][۴۹]
- ستاد توسعه فناوری‌های حوزه فضایی، حمل و نقل پیشرفته بایگانی‌شده  در ۲۵ فوریه ۲۰۲۱ توسط Wayback Machine
- ستاد توسعه صنایع دانش‌بنیان دریایی
- ستاد توسعه گیاهان دارویی و طب سنتی
- ستاد بهینه‌سازی انرژی و محیط زیست
- ستاد فرهنگسازی اقتصاد دانش بنیان

همچنین ۴ مرکز راهبردی در ساختار این معاونت وجود دارند:
- معاونت سیاستگذاری و توسعه[۵۰]
- معاونت نوآوری و تجاری‌سازی فناوری[۵۱]
- مرکز ارتباطات و اطلاع‌رسانی[۵۲]
- مرکز شرکت‌ها مؤسسات دانش‌بنیان
- مرکز تعاملات بین‌المللی علم و فناوری
- مرکز توسعه فناوری‌های راهبردی
- مرکز طرح‌های کلان ملی فناوری

## ستاد مبارزه با کرونا معاونت علمی و فناوری
با شیوع و همه‌گیری ویروس کرونا در ایران، معاونت علمی و فناوری ریاست‌جمهوری، همزمان با اقدامات ملی و جهانی، ستادی را برای مبارزه با کرونا متشکل از دبیران ستادهای توسعه فناوری ایجاد کرد. در این ستاد، حمایت‌ها و اقدامات برای مبارزه با شیوع ویروس کرونا و تأمین تجهیزات در دستور کار قرار دارد. یکی از اقدامات این ستاد انتشار فراخوانی توسط معاونت علمی و فناوری ریاست‌جمهوری بود که با هدف کمک به مقابله با ویروس کرونا منتشر شد. بر اساس این فراخوان از طرح‌های شرکت‌های دانش‌بنیان و فناور حمایت می‌شود و این شرکت‌ها می‌توانند از تسهیلات پرداخت شده با حمایت معاونت علمی و فناوری ریاست‌جمهوری بهره‌مند شوند.

## لینک‌های مرتبط
1. پایگاه اطلاع‌رسانی معاونت علمی و فناوری ریاست‌جمهوری
2. دبیرخانه شورای عالی انقلاب فرهنگی
3. بنیاد ملی نخبگان
4. ستاد ویژه توسعه فناوری نانو
5. ستاد توسعه علوم و فناوری‌های سلول‌های بنیادی
6. برنامه توسعه زیست بوم واحدهای خلاق
7. خانه های خلاق و نوآوری ایران